# 나테역
나테역(일본어: 名手駅, なてえき)은 일본 와카야마현 기노카와시에 있는 서일본 여객철도의 철도역이다.

## 역 구조
상대식 승강장 2면 2선 구조의 지상역으로, 교행 시설이 갖추어져 있다. 역사는 상행 승강장 쪽에 있으며, 하행 승강장과는 과선교로 이어져 있다.
하시모토 역이 관리하며, 역 업무는 JR 서일본 교통 서비스가 대신 하고 있다.

### 승강장
| 1 | ■ 와카야마 선 | 고카와 · 와카야마 방면 |
| 2 | ■ 와카야마 선 | 하시모토 · 고조 방면   |

## 역세권 정보
- 세이슈노 사토
- 구 나테주쿠 본진

## 역사
- 1901년 10월 1일 - 기와 철도 가세다역 ~ 고카와 역 사이에 신설 개업.
- 1907년 10월 1일 - 국유화에 따라 일본국유철도의 소속이 되었다.
- 1987년 4월 1일 - 민영화에 따라 서일본 여객철도의 소속이 되었다.

## 인접역
| 서일본 여객철도 와카야마 선 | 서일본 여객철도 와카야마 선 | 서일본 여객철도 와카야마 선 |
| --------------------------- | --------------------------- | --------------------------- |
| 니시카세다 오지 방면        | ■ 와카야마 선               | 고카와 와카야마 방면        |